# Sounds Are Active
Sounds Are Active is een onafhankelijk Amerikaans platenlabel waarop free jazz, hiphop, ambient, experimentele muziek, folk en elektronische muziek uitkomt. Het label werd in 1999 opgericht door de  muzikant Chris Schlarb en is gevestigd in Long Beach. Op Sounds Are Active is muziek uitgekomen van onder meer Schlarb, Create (!) en Soul-Junk. Voor de visuele vormgeving van de cd's heeft het label samengewerkt met kunstenaars als Paul Goode en Jason Munn. In 2006 bracht het een eerste film uit, de rockumentary '40 Bands/80 Minutes!' die de underground-muziekscene van Los Angeles documenteert. In de film van Sean Carnage treden onder meer Abe Vigoda, HEALTH en Nosaj Thing op.